# Hamid Rejhani
Hamid Rejhani (pers. حميد ريحاني; ur. 8 stycznia 1986) – irański zapaśnik w stylu klasycznym. 
Najważniejsze osiągnięcia:
- brązowy medal na igrzyskach azjatyckich w 2006,
- akademicki mistrz świata w 2008,
- srebrny medal mistrzostw Azji juniorów z 2006,
- ósmy w Pucharze Świata w 2010 roku.